# Pandora-constructie
Een Pandora-constructie is een constructie die bij onvrijwillige overname van de organisatie onaangename gevolgen kan hebben voor de overnemer. Vaak zijn deze constructies niet direct zichtbaar. 
Enkele voorbeelden hiervan zijn:
- Gifpil: op het moment dat de overname in werking treedt, verandert de waarde of zeggenschap over bepaalde aandelen;
- Kroonjuweel: de meest winstgevende dochter krijgt een nieuwe rechtspersoon;
- Gouden parachute: de directie verkrijgt een gouden handdruk bij onvrijwillige overname.